# Panneau de fibres de bois

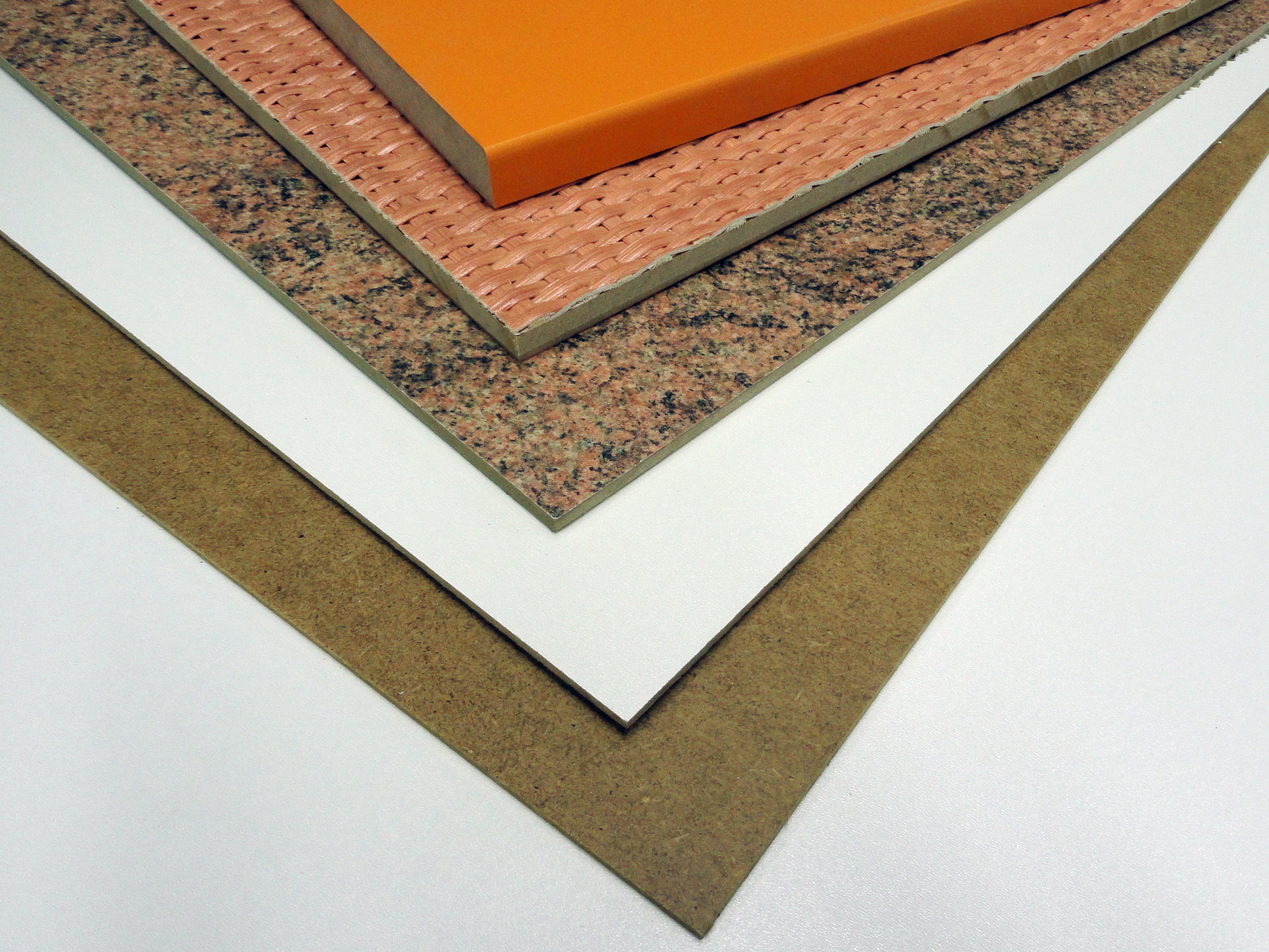

Le panneau de fibres de bois est un matériau en plaque d'une épaisseur égale ou supérieure à 1,5 mm obtenue à partir de fibres lignocellulosiques avec application de chaleur et/ou de pression,. Il fait partie des panneaux modernes à base de bois.

## Fabrication
Les panneaux de fibres de bois peuvent être fabriqués selon deux procédés :
- Procédé humide[4] ou sous atmosphère humide : les fibres lignocellulosiques se lient entre elles par des liaisons naturelles de type pont hydrogène lors du rapprochement des fibres par séchage et par pression. Ce procédé suit les étapes suivantes : défibrage des morceaux de bois pour former des fibres, mélange des fibres avec de l'eau, formation du "gâteau", essorage, pressage et enfin mise à dimension.
- Procédé sec ou à sec[5] : un liant est utilisé. Ce procédé suit les étapes suivantes : défibrage, encollage des fibres, conformation du mat, pressage, stabilisation et enfin mise à dimension. Le liant peut être :
  - organique (majorité des cas) : résine comme les phénols-formaldéhydes et urées-formaldéhydes ;
  - inorganique (plus rarement) : ciment, magnésie.

Les panneaux à base de liants organiques contiennent généralement et émettent du formaldéhyde, molécules contributrices aux risques de leucémie et cancers. Il peut s'agir d'un des principaux polluants intérieurs.

## Typologie
Les panneaux à fibres de bois peuvent être classés comme suit :
| Procédé de fabrication | Panneau                                       | Nom en anglais donnant le symbole | Symbole | Masse volumique (kg/m3) |
| ---------------------- | --------------------------------------------- | --------------------------------- | ------- | ----------------------- |
| Humide                 | Panneau de fibres dur                         | Hardboard                         | HB      | ≥ 900                   |
| Humide                 | Panneau de fibres mi-dur à haute densité      | Medium board high density         | MBH     | 560 - 900               |
| Humide                 | Panneau de fibres mi-dur à faible densité     | Medium board low density          | MBL     | 400 -560                |
| Humide                 | Panneau de fibres léger ou panneau isolant    | Softboard                         | SB      | 230 - 400               |
| Sec                    | Panneau de fibres à densité moyenne ou médium | Medium density fibreboard         | MDF     | 600 - 800               |

## Utilisation
Les panneaux isolants sont utilisés comme écrans de sous-toiture, contreventements, compléments d'isolation, etc.
Les HB, MBH, MBL et MDF sont utilisés en ameublement, construction, agencements intérieurs et extérieurs, revêtement de sol stratifié, moulures, lambris, jouets, etc.